# مائورو بورکیو
مائورو بورکیو (انگلیسی: Mauro Boerchio؛ زادهٔ ۱۶ اوت ۱۹۸۹) بازیکن فوتبال اهل ایتالیا است.
از باشگاه‌هایی که در آن بازی کرده‌است می‌توان به باشگاه فوتبال باری اشاره کرد.